# Етрик (Вирџинија)
Етрик (енгл. Ettrick) насељено је место без административног статуса у америчкој савезној држави Вирџинија.

## Демографија
По попису из 2010. године број становника је 6.682, што је 1.055 (18,7%) становника више него 2000. године.
| Група             | 2000.         | 2010.         |
| Белци             | 1.183 (21,0%) | 1.115 (16,7%) |
| Афроамериканци    | 4.228 (75,1%) | 5.236 (78,4%) |
| Азијати           | 29 (0,5%)     | 22 (0,3%)     |
| Хиспаноамериканци | 125 (2,2%)    | 193 (2,9%)    |
| Укупно            | 5.627         | 6.682         |